# Apristurus bucephalus
Apristurus bucephalus es una especie de peces de la familia Scyliorhinidae en el orden de los Carcharhiniformes.

## Morfología
Las hembras pueden llegar alcanzar los 67,5 cm de longitud total.

## Reproducción
Es ovíparo.

## Hábitat
Es un pez marino que vive entre 1030 y 1140 m de profundidad.

## Distribución geográfica
Se encuentra en Australia Occidental.